# Groot-Brittannië op de Olympische Zomerspelen 1936
Groot-Brittannië nam deel aan de Olympische Zomerspelen 1936 in Berlijn, Duitsland. Net als vier jaar eerder werd vier keer goud en zeven keer zilver gewonnen.

## Medailleoverzicht
| Sport        | Olympiër                                                                        | Discipline               | Medaille |
| ------------ | ------------------------------------------------------------------------------- | ------------------------ | -------- |
| Atletiek     | Godfrey Brown Godfrey Rampling Freddie Wolff Bill Roberts                       | 4x400m (m)               | Goud     |
| Atletiek     | Harold Whitlock                                                                 | 50km snelwandelen (m)    | Goud     |
| Roeien       | Jack Beresford Leslie Southwood                                                 | dubbel-twee (m)          | Goud     |
| Zeilen       | Miles Bellville Christopher Boardman Russell Harmer Charles Leaf Leonard Martin | 6m R-klasse              | Goud     |
| Atletiek     | Godfrey Brown                                                                   | 400m (m)                 | Zilver   |
| Atletiek     | Donald Finlay                                                                   | 110m horden (m)          | Zilver   |
| Atletiek     | Audrey Brown Barbara Burke Eileen Hiscock Violet Olney                          | 4x100m (m)               | Zilver   |
| Atletiek     | Ernest Harper                                                                   | marathon (m)             | Zilver   |
| Atletiek     | Dorothy Tyler-Odam                                                              | hoogspringen (m)         | Zilver   |
| Polo         | David Dawnay Bryan Fowler Humphrey Guinness William Hinde                       | polo                     | Zilver   |
| Roeien       | Alan Barrett Martin Bristow Peter Jackson John Sturrock                         | dubbel-vier (m)          | Zilver   |
| Paardensport | Richrd Fanshawe Edward Howard-Vyse Alec Scott                                   | eventing team            | Brons    |
| Wielersport  | Harry Hill Ernest Johnson Charles King Ernest Mills                             | ploegenachtervolging (m) | Brons    |
| Zeilen       | Peter Scott                                                                     | 1-mans olympiajol        | Brons    |

## Deelnemers en resultaten

### Atletiek
| Olympiër                                                  | Discipline               | Resultaat    | Prestatie                                                                                         |
| --------------------------------------------------------- | ------------------------ | ------------ | ------------------------------------------------------------------------------------------------- |
| Cyril Holmes                                              | 100m (m)                 | kwartfinale  | serie 11: 2de in 10,8 kwartfinale 1: 6de                                                          |
| Alan Pennington                                           | 100m (m)                 | halve finale | serie 10: 2de in 10,6 kwartfinale 3: 2de in 10,6 halve finale 1: 6de                              |
| Arthur Sweeney                                            | 100m (m)                 | 7e           | serie 9: 2de in 10,7 kwartfinale 4: 2de in 10,6 halve finale 2: 5de in 10,7                       |
| Alan Pennington                                           | 200m (m)                 | series       | serie 2: 3de in 22,1 kwartfinale 1: 6de                                                           |
| Arthur Sweeney                                            | 200m (m)                 | series       | serie 3: 4de in 22,1                                                                              |
| Godfrey Brown                                             | 400m (m)                 | Zilver       | serie 3: 1ste in 48,8 kwartfinale 2: 2de in 48,3 halve finale 2: 2de in 47,3 finale: 2de in 46,7  |
| Godfrey Rampling                                          | 400m (m)                 | 7e           | serie 6: 2de in 48,6 kwartfinale 4: 2de in 48,0 halve finale 2: 4de in 47,5                       |
| Bill Roberts                                              | 400m (m)                 | 7e           | serie 1: 1ste in 48,1 kwartfinale 1: 1ste in 47,7 halve finale 1: 2de in 48,0 finale: 4de in 46,8 |
| Frank Handley                                             | 800m (m)                 | halve finale | serie 4: 4de in 1.58,9 halve finale 1: 8ste                                                       |
| Brian MacCabe                                             | 800m (m)                 | 9e           | serie 3: 1ste in 1.54,5 halve finale 3: 3de in 1.55,4 finale: 9de                                 |
| Jack Powell                                               | 800m (m)                 | 10e          | serie 5: 1ste in 1.56,0 halve finale 2: 4de in 1.54,8                                             |
| Jerry Cornes                                              | 1500m (m)                | 6e           | serie 2: 2de in 4.00,6 finale: 6de in 3.51,4                                                      |
| Bobby Graham                                              | 1500m (m)                | 15e          | serie 3: 4de in 3.56,6                                                                            |
| Sydney Wooderson                                          | 1500m (m)                | DNF          | serie 4: niet gefinisht                                                                           |
| Frank Close                                               | 5000m (m)                | 12e          | serie 2: 2de in 15.10,6 finale: 12de                                                              |
| Aubrey Reeve                                              | 5000m (m)                | DNF          | serie 1: 5de in 15.06,8 finale: niet gefinisht                                                    |
| Peter Ward                                                | 5000m (m)                | 11e          | serie 3: 3de in 14.59,0 finale: 11de in 14.57,2                                                   |
| Alec Burns                                                | 10000m (m)               | 5e           | 30.58,2                                                                                           |
| William Eaton                                             | 10000m (m)               | onbekend     |                                                                                                   |
| John Potts                                                | 10000m (m)               | DNF          | niet gefinisht                                                                                    |
| Don Finlay                                                | 110m horden (m)          | Zilver       | serie 3: 1ste in 14,7 halve finale 2: 1ste in 14,5 finale: 2de in 14,4                            |
| Ashleigh Pilbrow                                          | 110m horden (m)          | series       | serie 4: 3de in 15,5                                                                              |
| John Thornton                                             | 110m horden (m)          | 5e           | serie 2: 2de in 15,0 halve finale 1: 3de in 14,7 finale: 5de in 14,7                              |
| John Sheffield                                            | 400m horden (m)          | 31e          | serie 6: 5de in 58,1                                                                              |
| Tom Evenson                                               | 3000m steeplechase (m)   | 13e          | serie 1: 5de in 9.41,2                                                                            |
| James Ginty                                               | 3000m steeplechase (m)   | series       | serie 3: 5de in 9.56,6                                                                            |
| Charles Wiard Don Finlay Walter Rangeley Alan Pennington  | 100m (m)                 | 12e          | serie 2: 4de in 42,4                                                                              |
| Freddie Wolff Godfrey Rampling Bill Roberts Godfrey Brown | 400m (m)                 | Goud         | serie 2: 1ste in 3.14,4 finale: 1ste in 3.09,0                                                    |
| Ernest Harper                                             | marathon (m)             | Zilver       | 2:31.23,2                                                                                         |
| Bert Norris                                               | marathon (m)             | DNF          | niet gefinisht                                                                                    |
| Donald Robertson                                          | marathon (m)             | 7e           | 2:37.06,2                                                                                         |
| Joe Hopkins                                               | 50km snelwandelen (m)    | DNF          | niet gefinisht                                                                                    |
| Tebbs Lloyd Johnson                                       | 50km snelwandelen (m)    | 17e          | 4:54.56,0                                                                                         |
| Harold Whitlock                                           | 50km snelwandelen (m)    | Goud         | 4:30.41,4 (OR)                                                                                    |
| Edward Boyce                                              | verspringen (m)          | kwalificatie |                                                                                                   |
| George Traynor                                            | verspringen (m)          | kwalificatie |                                                                                                   |
| Edward Boyce                                              | hink-stap-springen (m)   | kwalificatie |                                                                                                   |
| Robert Kennedy                                            | hoogspringen (m)         | 23e          | kwalificatie groep A: 11de met 1,80m                                                              |
| Jack Newman                                               | hoogspringen (m)         | 23e          | kwalificatie groep B: 13de met 1,80m                                                              |
| Stan West                                                 | hoogspringen (m)         | 32e          | kwalificatie groep A: 14de met 1,70m                                                              |
| Dick Webster                                              | polsstokhoogspringen (m) | 6e           | kwalificatie: 1ste met 3,80m finale: 6de met 4,00m                                                |
| Bernard Prendergast                                       | discuswerpen (m)         | kwalificatie |                                                                                                   |
| Laurence Reavell-Carter                                   | discuswerpen (m)         | kwalificatie |                                                                                                   |
| Norman Drake                                              | kogelslingeren (m)       | kwalificatie |                                                                                                   |
|                                                           |                          |              |                                                                                                   |
| Audrey Brown                                              | 100m (v)                 | 13e          | serie 5: 3de in 12,6                                                                              |
| Barbara Burke                                             | 100m (v)                 | 7e           | serie 6: 2de in 12,4 halve finale 2: 4de in 12,2                                                  |
| Eileen Hiscock                                            | 100m (v)                 | halve finale | serie 4: 1ste in 12,6 halve finale 1: 4de                                                         |
| Kathleen Tiffen                                           | 80m horden (v)           | halve finale | serie 1: 2de in 12,2 halve finale 2: 5de                                                          |
| Violet Webb                                               | 80m horden (v)           | 7e           | serie 2: 1ste in 11,8 halve finale 1: 5de in 11,8                                                 |
| Grethe Whitehead                                          | 80m horden (v)           | series       | serie 3: 4de in 12,2                                                                              |
| Eileen Hiscock Violet Olney Audrey Brown Barbara Burke    | 100m (v)                 | Zilver       | serie 2: 2de in 47,5 finale: 2de in 47,6                                                          |
| Nellie Carrington                                         | hoogspringen (v)         | 9e           | 1,50m                                                                                             |
| Dorothy Odam                                              | hoogspringen (v)         | Zilver       | 1,60m                                                                                             |
| Kathleen Connall                                          | speerwerpen (v)          | 14e          | 27,80m                                                                                            |

### Boksen
| Olympiër          | Discipline  | Resultaat | Prestatie |
| ----------------- | ----------- | --------- | --- |
| Alfred Russell    | -50,8kg (m) | 17e       | 1ste ronde: V van POL Sobkowiak                                                                                      |
| Albert Barnes     | -53,5kg (m) | 9e        | 1ste ronde: W van TCH Doležal 2de ronde: V van MEX Ortiz                                                             |
| John Treadaway    | -57,2kg (m) | 5e        | 1ste ronde: W van ITA Farfanelli 2de ronde: W van URU Arrieta kwartfinale: V van GER Miner                           |
| Alfred Russell    | -61,2kg (m) | 17e       | 1ste ronde: V van USA Scrivani                                                                                       |
| Walter Pack       | -66,7kg (m) | 9e        | 1ste ronde: vrij 2de ronde: V van GER Murach: punten                                                                 |
| Richard Shrimpton | -72,6kg (m) | 9e        | 1ste ronde: W van CHN Chin: knock-out 2de ronde: V van NOR Tiller: punten                                            |
| Thomas Griffin    | -79,4kg (m) | 5e        | 1ste ronde: vrij 2de ronde: W van URU Adipe: punten kwartfinale: V van ARG Risiglione: punten                        |
| Anthony Stuart    | +79,4kg (m) | 5e        | 1ste ronde: W van NED van Bemmel: punten 2de ronde: W van ITA De Marchi: punten kwartfinale: V van GER Runge: punten |

### Gewichtheffen
| Olympiër           | Discipline  | Resultaat | Prestatie                                                                                    |
| ------------------ | ----------- | --------- | -------------------------------------------------------------------------------------------- |
| Norman Holroyd     | -60kg (m)   | 15e       | drukken: 15de met 72,5kg trekken: 11de met 85kg stoten: 14de met 105kg totaal: 262,5kg       |
| Fred Shipley Marsh | -60kg (m)   | 19e       | drukken: 20ste met 67,5kg trekken: 18de met 77,5kg stoten: 17de met 102,5kg totaal: 247,5kg  |
| Alfred Griffin     | -67,5kg (m) | 15e       | drukken: 9de met 87,5kg trekken: 14de met 82,5kg stoten: 15de met 105kg totaal: 275kg        |
| Harold Laurance    | -75kg (m)   | 12e       | drukken: 10de met 90kg trekken: 13de met 95kg stoten: 9de met 130kg totaal: 315kg            |
| Ronald Walker      | +82,5kg (m) | 4e        | drukken: 8ste met 110kg trekken: 1ste met 127,5kg (OR) stoten: 2de met 160kg totaal: 397,5kg |

### Kanovaren
| Olympiër                      | Discipline               | Resultaat | Prestatie |
| ----------------------------- | ------------------------ | --------- | --------- |
| George Lawton                 | K-1 10000m vouwkajak (m) | 8e        | 52.50,0   |
| Alex Brearley John Dudderidge | K-2 10000m vouwkajak (m) | 9e        | 50.12,0   |

### Moderne vijfkamp
| Olympiër           | Discipline | Resultaat | Prestatie     |
| ------------------ | ---------- | --------- | ------------- |
| Archibald Jack     | mannen     | 31e       | 119,0 punten  |
| Percy Legard       | mannen     | 19e       | 104,50 punten |
| Jeffrey MacDougall | mannen     | 13e       | 91,0 punten   |

### Paardensport
| Olympiër                                      | Discipline          | Resultaat | Prestatie           |
| Eventing                                      | Eventing            | Eventing  | Eventing            |
| --------------------------------------------- | ------------------- | --------- | ------------------- |
| Richrd Fanshawe                               | individueel         | 26e       | 8754,20 strafpunten |
| Edward Howard-Vyse                            | individueel         | 19e       | 324,00 strafpunten  |
| Alec Scott                                    | individueel         | 7e        | 117,30 strafpunten  |
| Richrd Fanshawe Edward Howard-Vyse Alec Scott | eventing team       | Brons     | 9195,50 strafpunten |
| Springconcours                                |                     |           |                     |
| Capel Brunker                                 | individueel         | DNF       | niet gefinisht      |
| Bill Carr                                     | individueel         | DNF       | niet gefinisht      |
| Jack Talbot-Ponsonby                          | individueel         | DNF       | niet gefinisht      |
| Capel Brunker Bill Carr Jack Talbot-Ponsonby  | springconcours team | DSQ       | gediskwalificeerd   |

### Polo
| Olympiër                                                  | Discipline | Resultaat | Prestatie                                                   |
| --------------------------------------------------------- | ---------- | --------- | ----------------------------------------------------------- |
| David Dawnay Bryan Fowler Humphrey Guinness William Hinde | polo       | Zilver    | 1ste ronde: W van MEX: 13-11 finale: V van Argentinië: 0-11 |

### Roeien
| Olympiër | Discipline      | Resultaat | Prestatie                                                                    |
| --- | --------------- | --------- | ---------------------------------------------------------------------------- |
| Humphrey Warren | skiff (m)       | 7e        | serie 4: 1ste in 7.27,0 halve finale 2: 4de in 8.08,8                        |
| Jack Beresford Dick Southwood | dubbel-twee (m) | Goud      | serie 2: 2de in 6.44,9 halve finale 2: 1ste in 7.48,0 finale: 1ste in 7.20,8 |
| David Burnford Thomas Cree | twee-zonder (m) | 8e        | serie 3: 3de in 7.32,5 halve finale 1: 2de in 9.14,4                         |
| Alan Barrett Martin Bristow Peter Jackson John Sturrock                                                                           | vier-zonder (m) | Zilver    | serie 2: 2de in 6.30,8 halve finale 2: 1ste in 7.27,4 finale: 2de in 7.06,5  |
| Tom Askwith Ran Laurie John Cherry Hugh Mason McAllister Lonnon Annesley Kingsford Desmond Kingsford John Couchman Noel Duckworth | acht (m)        | 4e        | serie 1: 2de in 6.02,1 herkansingen: 1ste in 6.29,3 finale: 4de in 6.30,1    |

### Schermen
| Olympiër                                                                                      | Discipline      | Resultaat | Prestatie |
| --------------------------------------------------------------------------------------------- | --------------- | --------- | --- |
| Ian Campbell-Gray                                                                             | degen (m)       | 8e        | 1ste ronde groep 4: 3de met 5 overwinningen kwartfinale 2: 5de met 4 overwinningen halve finale 1: 1ste met 9 overwinningen finale: 8ste met 3 overwinningen            |
| Charles de Beaumont                                                                           | degen (m)       | 46e       | 1ste ronde groep 1: 9de met 2 overwinningen |
| Douglas Dexter                                                                                | degen (m)       | 46e       | 1ste ronde groep 3: 9de met 2 overwinningen |
| Charles de Beaumont Douglas Dexter Bert Pelling Ian Campbell-Gray Terry Beddard Bertie Childs | degen team (m)  | 12e       | 1ste ronde groep 3: 1ste met 1 overwinning kwartfinale 4: 3de met 0 overwinningen                                                                                       |
| David Bartlett                                                                                | floret (m)      | 38e       | 1ste ronde groep 8: 5de met 3 overwinningen |
| Emrys Lloyd                                                                                   | floret (m)      | 9e        | 1ste ronde groep 4: 1ste met 5 overwinningen 2de ronde groep 4: 1ste met 3 overwinningen kwartfinale 4: 4de met 3 overwinningen halve finale 1: 5de met 3 overwinningen |
| Denis Pearce                                                                                  | floret (m)      | 37e       | 1ste ronde groep 3: 5de met 4 overwinningen |
| Denis Pearce David Bartlett Emrys Lloyd Geoffrey Hett Christopher Hammersley Roger Tredgold   | floret team (m) | 9e        | 1ste ronde groep 4: 2de met 1 overwinning kwartfinale 1: 3de met 0 overwinningen                                                                                        |
| Robin Brook                                                                                   | sabel (m)       | 26e       | 1ste ronde groep 1: 4de met 4 overwinningen kwartfinale 6: 5de met 1 overwinning                                                                                        |
| Guy Harry                                                                                     | sabel (m)       | 19e       | 1ste ronde groep 4: 4de met 4 overwinningen kwartfinale 1: 4de met 2 overwinningen                                                                                      |
| Oliver Trinder                                                                                | sabel (m)       | 12e       | 1ste ronde groep 9: 4de met 4 overwinningen kwartfinale 3: 2de met 3 overwinningen halve finale 1: 4de met 1 overwinning                                                |
| Oliver Trinder Arthur Pilbrow Guy Harry Robin Brook Roger Tredgold                            | sabel team (m)  | 9e        | 1ste ronde groep 5: 2de met 1 overwinning kwartfinale 2: 3de met 1 overwinning                                                                                          |
|                                                                                               |                 |           | |
| Betty Carnegy-Arbuthnott                                                                      | floret (v)      | 36e       | 1ste ronde groep 2: 6de met 0 overwinningen |
| Judy Guinness Penn-Hughes                                                                     | floret (v)      | 9e        | 1ste ronde groep 6: 3de met 3 overwinningen 2de ronde groep 4: 1ste met 3 overwinningen kwartfinale 2: 2de met 4 overwinningen halve finale 2: 6de met 1 overwinning    |

### Schoonspringen
| Olympiër         | Discipline    | Resultaat | Prestatie     |
| ---------------- | ------------- | --------- | ------------- |
| Frederick Hodges | 3m plank (m)  | 20e       | 102,98 punten |
| Doug Tomalin     | 10m toren (m) | 9e        | 94,14 punten  |
|                  |               |           |               |
| Katinka Larsen   | 3m plank (v)  | 13e       | 64,00 punten  |
| Betty Slade      | 3m plank (v)  | 9e        | 69,95 punten  |
| Jean Gilbert     | 10m toren (v) | 7e        | 30,16 punten  |
| Madge Moulton    | 10m toren (v) | 18e       | 26,62 punten  |

### Turnen
| Olympiër                                                                                                  | Discipline        | Resultaat | Prestatie     |
| --- | ----------------- | --------- | ------------- |
| Mary Heaton Mary Kelly Lilian Ridgewell Doris Blake Brenda Crowe Clarice Hanson Marion Wharton Edna Gross | meerkamp team (v) | 8e        | 408,30 punten |

### Voetbal
| Olympiër | Discipline | Resultaat | Prestatie                                                  |
| --- | ---------- | --------- | ---------------------------------------------------------- |
| Haydn Hill Guy Holmes Bertie Fulton Jackie Gardiner Bernard Joy Daniel Pettit James Crawford Joseph Kyle Mac Dodds Maurice Edelston Lester Finch John Sutcliffe Edgar Shearer Bertram Clements Frederick Riley | mannen     | 5e        | 1ste ronde: W van China: 2-0 kwartfinale: V van Polen: 4-5 |

### Waterpolo
| Olympiër | Discipline | Resultaat | Prestatie |
| --- | ---------- | --------- | --- |
| Leslie Ablett Ernest Blake David Grogan William Martin David McGregor Frederick Milton Robert Mitchell Alfred North Leslie Palmer Reginald Sutton Edward Temme | mannen     | 5e        | groep B: 2de V van Hongarije: 1-10 W van Joegoslavië: 4-3 W van Malta: 8-2 halve finale: 4de V van België: 1-6 G van Nederland: 4-4 5-8ste plek: 4de G van Oostenrijk: 3-3 V van Zweden: 2-4 |

| Groep B |                  |             |             |             |             |            |            |            |        |
| #       | Land             | Wedstrijden | Wedstrijden | Wedstrijden | Wedstrijden | Doelpunten | Doelpunten | Doelpunten | Punten |
| #       | Land             | G           | W           | G           | V           | V          | T          | Saldo      | Punten |
| 1       | Hongarije        | 3           | 3           | 0           | 0           | 26         | 2          | +24        | 6      |
| 2       | Groot-Brittannië | 3           | 2           | 1           | 0           | 13         | 15         | -2         | 4      |
| 3       | Joegoslavië      | 3           | 1           | 0           | 2           | 11         | 8          | +3         | 2      |
| 4       | Malta            | 3           | 0           | 0           | 3           | 2          | 27         | -5         | 0      |

| Ronde      | Plaats           | Land | Score       | Land |
| ---------- | ---------------- | ---- | ----------- | ---- |
| Groepsfase |                  |      |             |      |
| Berlijn    | Groot-Brittannië | 1-10 | Hongarije   |      |
| Berlijn    | Groot-Brittannië | 4-3  | Joegoslavië |      |
| Berlijn    | Groot-Brittannië | 8-2  | Malta       |      |

| Halve finale |                  |             |             |             |             |            |            |            |        |
| #            | Land             | Wedstrijden | Wedstrijden | Wedstrijden | Wedstrijden | Doelpunten | Doelpunten | Doelpunten | Punten |
| #            | Land             | G           | W           | G           | V           | V          | T          | Saldo      | Punten |
| 1            | Hongarije        | 3           | 3           | 0           | 0           | 21         | 1          | +20        | 6      |
| 2            | België           | 3           | 1           | 1           | 1           | 4          | 5          | -1         | 3      |
| 3            | Nederland        | 3           | 0           | 2           | 1           | 5          | 13         | -8         | 2      |
| 4            | Groot-Brittannië | 3           | 0           | 1           | 2           | 6          | 20         | -14        | 1      |

| Ronde        | Plaats           | Land | Score     | Land |
| ------------ | ---------------- | ---- | --------- | ---- |
| Halve finale |                  |      |           |      |
| Berlijn      | Groot-Brittannië | 4-4  | Nederland |      |
| Berlijn      | Groot-Brittannië | 1-6  | België    |      |

| 5-8ste plek |                  |             |             |             |             |            |            |            |        |
| #           | Land             | Wedstrijden | Wedstrijden | Wedstrijden | Wedstrijden | Doelpunten | Doelpunten | Doelpunten | Punten |
| #           | Land             | G           | W           | G           | V           | V          | T          | Saldo      | Punten |
| 1           | Nederland        | 3           | 2           | 1           | 0           | 13         | 11         | +2         | 5      |
| 2           | Australië        | 3           | 1           | 1           | 1           | 9          | 9          | 0          | 3      |
| 3           | Zweden           | 3           | 1           | 0           | 2           | 8          | 8          | 0          | 2      |
| 4           | Groot-Brittannië | 3           | 0           | 2           | 1           | 9          | 11         | -2         | 2      |

| Ronde       | Plaats           | Land | Score     | Land |
| ----------- | ---------------- | ---- | --------- | ---- |
| 5-8ste plek |                  |      |           |      |
| Berlijn     | Groot-Brittannië | 3-3  | Australië |      |
| Berlijn     | Groot-Brittannië | 2-4  | Zweden    |      |

### Wielersport
| Olympiër                                            | Discipline               | Resultaat | Prestatie |
| Baan                                                | Baan                     | Baan      | Baan |
| --------------------------------------------------- | ------------------------ | --------- | --- |
| Ray Hicks                                           | sprint (m)               | 9e        | serie 3: W van CHI Riquelme: 13,6 2de ronde serie 6: V van AUS Gray                                                             |
| Ray Hicks                                           | tijdrit (m)              | 7e        | 1.14,8 |
| Ernest Chambers John Sibbit                         | tandem (m)               | 5e        | serie 4: V van ITA Legutti/Loatti herkansingen: W van HUN Németh/Pelvassy kwartfinale 3: V van NED Leene/Ooms                   |
| Harry Hill Ernest Johnson Charles King Ernest Mills | ploegenachtervolging (m) | Brons     | kwalificatie: 4de in 4.50,0 2de ronde: 3de in 4.51,0 halve finale: V van Italië: 4.53,6 bronzen finale: W van Duitsland: 4.53,6 |
| Weg                                                 |                          |           | |
| Alick Bevan                                         | wegwedstrijd (m)         | DNF       | niet gefinisht |
| Jackie Bone                                         | wegwedstrijd (m)         | onbekend  | |
| Charles Holland                                     | wegwedstrijd (m)         | 4e        | 2:33.06,0 |
| Bill Messer                                         | wegwedstrijd (m)         | DNF       | niet gefinisht |
| Alick Bevan Jackie Bone Charles Holland Bill Messer | wegwedstrijd team (m)    | DNF       | niet gefinisht |

### Worstelen
| Olympiër        | Discipline  | Resultaat   | Prestatie                                                                                      |
| Vrije stijl     | Vrije stijl | Vrije stijl | Vrije stijl                                                                                    |
| --------------- | ----------- | ----------- | ---------------------------------------------------------------------------------------------- |
| Ray Cazaux      | -56kg (m)   | 9e          | 1ste ronde: W van JPN Tamba: 3-0 2de ronde: V van GER Herbert 3de ronde: V van TUR Cakiryildiz |
| Norman Morrell  | -61kg (m)   | 8e          | 1ste ronde: W van GER Böck: 3-0 2de ronde: V van USA Millard 3de ronde: V van ITA Gavelli: 0-3 |
| Arthur Thompson | -66kg (m)   | 13e         | 1ste ronde: V van SWE Melin 2de ronde: V van FIN Pihlajamäki: 0-2                              |
| William Fox     | -72kg (m)   | 7e          | 1ste ronde: W van JPN Masutomi 2de ronde: V van TUR Ercetin: 0-3 3de ronde: V van FRA Jourlin  |
| Leslie Jeffers  | -79kg (m)   | 9e          | 1ste ronde: V van TCH Sysel: 1-2 2de ronde: W van CAN Evans: 2-1 3de ronde: V van FRA Poilvé   |
| Thomas Ward     | -87kg (m)   | 10e         | 1ste ronde: V van TUR Avcioglu: 0-3 2de ronde: V van USA Clemons: 0-3                          |
| Vrije stijl     |             |             |                                                                                                |
| Norman Morrell  | -56kg (m)   | 15e         | 1ste ronde: V van FRA Kracher: 0-3 2de ronde: V van GER Hering                                 |

### Zeilen
| Olympiër | Discipline        | Resultaat | Prestatie                      |
| --- | ----------------- | --------- | ------------------------------ |
| Peter Scott | 1-mans olympiajol | Brons     | 131 punten: (1-2-2-7-3-10-DNF) |
| Keith Leslie Grogon William Rupert Welply                                                                        | star              | 4e        | 56 punten: (4-3-2-7-8-5-6)     |
| Miles Bellville Christopher Boardman Russell Harmer Charles Leaf Leonard Martin                                  | 6m R-klasse       | Goud      | 67 punten: (3-2-5-4-2-6-2)     |
| Kenneth Huson Preston Robert Steele Joseph Neild Compton John Noel Eddy Beryl Preston Francis Richard W. Preston | 8m R-klasse       | 6e        | 36 punten: (4-4-5-5-9-5-9)     |

### Zwemmen
| Olympiër                                                                | Discipline            | Resultaat | Prestatie                                                                     |
| ----------------------------------------------------------------------- | --------------------- | --------- | ----------------------------------------------------------------------------- |
| Frederick Dove                                                          | 100m vrije slag (m)   | 22e       | serie 6: 3de in 1.01,6                                                        |
| Mostyn Ffrench-Williams                                                 | 100m vrije slag (m)   | 14e       | serie 3: 1ste in 1.00,7 halve finale 1: 8ste in 1.01,0                        |
| Romund Gabrielsen                                                       | 100m vrije slag (m)   | 17e       | serie 1: 3de in 1.01,2                                                        |
| Bob Leivers                                                             | 400m vrije slag (m)   | 7e        | serie 2: 1ste in 4.57,2 halve finale 2: 4de in 4.55,7 finale: 7de in 5.00,9   |
| William Pearson                                                         | 400m vrije slag (m)   | 18e       | serie 4: 4de in 5.12,7                                                        |
| Norman Wainwright                                                       | 400m vrije slag (m)   | 15e       | serie 3: 3de in 5.03,6                                                        |
| Bob Leivers                                                             | 1500m vrije slag (m)  | 6e        | serie 1: 2de in 20.04,4 halve finale 1: 3de in 20.10,0 finale: 6de in 19.57,4 |
| Norman Wainwright                                                       | 1500m vrije slag (m)  | 8e        | serie 4: 2de in 20.47,6 halve finale 2: 5de in 20.14,4                        |
| Jack Besford                                                            | 100m rugslag (m)      | 14e       | serie 4: 1ste in 1.12,0 halve finale 2: 7de in 1.13,6                         |
| Jack Middleton                                                          | 100m rugslag (m)      | 20e       | serie 1: 5de in 1.15,0                                                        |
| Mostyn Ffrench-Williams Romund Gabrielsen Bob Leivers Norman Wainwright | 4x200m vrije slag (m) | 6e        | serie 2: 3de in 9.30,8 finale: 6de in 9.21,5                                  |
|                                                                         |                       |           |                                                                               |
| Zilpha Grant                                                            | 100m vrije slag (v)   | 24e       | serie 3: 7de in 1.12,1                                                        |
| Margery Hinton                                                          | 100m vrije slag (v)   | 26e       | serie 1: 6de in 1.13,0                                                        |
| Olive Wadham                                                            | 100m vrije slag (v)   | 17e       | serie 4: 3de in 1.11,5 halve finale 2: 6de in 1.12,0                          |
| Margaret Jeffrey                                                        | 400m vrije slag (v)   | 14e       | serie 4: 2de in 6.12,7 halve finale 2: 8ste in 6.07,2                         |
| Gladys Morcom                                                           | 400m vrije slag (v)   | 17e       | serie 1: 4de in 6.00,8                                                        |
| Lorna Frampton                                                          | 100m rugslag (v)      | 6e        | serie 1: 3de in 1.20,9 halve finale 2: 2de in 1.19,6 finale: 6de in 1.20,6    |
| Audrey Hancock                                                          | 100m rugslag (v)      | 9e        | serie 3: 3de in 1.23,6 halve finale 2: 5de in 1.21,6                          |
| Phyllis Harding                                                         | 100m rugslag (v)      | 7e        | serie 2: 3de in 1.22,1 halve finale 1: 4de in 1.19,8 finale: 7de in 1.21,5    |
| Margaret Gomm                                                           | 200m schoolslag (v)   | 11e       | serie 3: 3de in 3.15,7 halve finale 1: 6de in 3.15,8                          |
| Vera Kingston                                                           | 200m schoolslag (v)   | 17e       | serie 1: 6de in 3.21,7                                                        |
| Doris Storey                                                            | 200m schoolslag (v)   | 6e        | serie 4: 2de in 3.10,8 halve finale 2: 3de in 3.09,8 finale: 6de in 3.09,7    |
| Zilpha Grant Edna Hughes Margaret Jeffrey Olive Wadham                  | 4x100m vrije slag (v) | 6e        | serie 1: 2de in 4.47,2 finale: 6de in 4.51,0                                  |

Afghanistan · Argentinië · Australië · België · Bermuda · Bolivia · Brazilië · Brits-Indië · Bulgarije · Canada · Chili · Colombia · Costa Rica · Denemarken · Duitsland · Egypte · Estland · Filipijnen · Finland · Frankrijk · Griekenland · Groot-Brittannië · Hongarije · IJsland · Italië · Japan · Joegoslavië · Letland · Liechtenstein · Luxemburg · Malta · Mexico · Monaco · Nederland · Nieuw-Zeeland · Noorwegen · Oostenrijk · Peru · Polen · Portugal · Republiek China · Roemenië · Tsjecho-Slowakije · Turkije · Uruguay · Verenigde Staten · Zuid-Afrika · Zweden · Zwitserland